# On the Double
On the Double je dvojalbum nizozemské rockové skupiny Golden Earrings, vydané v roce 1969 společností Polydor Records. Jde o poslední album skupiny vydané pod názvem Golden Earrings (později používala název Golden Earring), a zároveň poslední album, na kterém hrál bubeník Jaap Eggermont. Produkoval jej manažer kapely Fred Haayen, stejně jako všechna předchozí alba. Umístilo se na druhé příčce nizozemské hitparády.

## Seznam skladeb
Všechny skladby napsal George Kooymans, pokud není uvedeno jinak.
| Pořadí         | Název                                  | Autor           | Délka |
| -------------- | -------------------------------------- | --------------- | ----- |
| 1.             | Song of a Devil's Servant              |                 | 3:45  |
| 2.             | Angelina                               |                 | 3:11  |
| 3.             | Pam Pam Poope Poope Loux               |                 | 2:44  |
| 4.             | Hurry, Hurry, Hurry                    |                 | 4:23  |
| 5.             | My Baby Ruby                           |                 | 3:18  |
| 6.             | Judy                                   | Rinus Gerritsen | 1:44  |
| 7.             | Goodbye Mama                           |                 | 3:09  |
| 8.             | Murdock 9-6182                         |                 | 3:12  |
| 9.             | Just a Little Bit of Peace in My Heart |                 | 5:20  |
| 10.            | The Sad Story of Sam Stone             | Gerritsen       | 2:26  |
| 11.            | High in the Sky                        |                 | 3:22  |
| 12.            | Remember My Friend                     | Gerritsen       | 2:57  |
| 13.            | Time Is a Book                         |                 | 4:06  |
| 14.            | Backbiting Baby                        |                 | 5:37  |
| 15.            | I'm a Runnin'                          |                 | 3:27  |
| 16.            | I Sing My Song                         |                 | 4:00  |
| 17.            | Mitch Mover                            |                 | 3:00  |
| 18.            | God Bless the Day                      |                 | 2:40  |
| 19.            | The Grand Piano                        | Gerritsen       | 3:26  |
| Celková délka: | Celková délka:                         | Celková délka:  | 65:47 |

## Sestava

### Golden Earring
- Jaap Eggermont – bicí
- Rinus Gerritsen – baskytara, klávesy
- Barry Hay – flétna, rytmická kytara, zpěv
- George Kooymans – kytara, zpěv

### Ostatní
- Niko Venneker – saxofon
- Cees Schrama – klávesy
- Frans Mijts – aranžmá orchestru